# You Let Me Walk Alone
A You Let Me Walk Alone (magyarul: Hagytál egyedül sétálni) című dal Németországot képviselte a 2018-as Eurovíziós Dalfesztiválon, Lisszabonban. A dalt a német Michael Schulte adta elő angolul.
A dal egy lassú tempójú ballada, amelyben az énekes az édesapja elvesztéséről énekel.

## Eurovíziós Dalfesztivál
2017. december 29-én jelentette be az ARD, hogy az Unser Lied für Lissabon című eurovíziós nemzeti dalválasztó műsorba bejutott Michael Schulte is a dalával. Az énekes a 2018. február 22-én megrendezett műsorban győzött.
Mivel Németország tagja az automatikusan döntős "Öt Nagy" országnak, az Eurovíziós Dalfesztiválon a dal csak a május 12-i döntőben versenyzett, viszont a második elődöntő május 9-én rendezett zsűris főpróbáján is előadta. A döntőben a fellépési sorrendben tizenegyedikként lépett fel, a Szerbiát képviselő Sanja Ilić és a Balkanika Nova deca című dala után és az Albániát képviselő Eugent Bushpepa Mall című dala előtt. A pontozás során a zsűri szavazáson összesítésben a negyedik helyen végzett 204 ponttal (Dániától, Hollandiától, Norvégiától és Svájctól maximális pontot kapott), míg a nézői szavazáson a hatodik helyen végzett 136 ponttal (Dániától és Hollandiától maximális pontot kapott), így összesítésben 340 ponttal a verseny negyedik helyezettje lett.
A következő német induló a S!sters Sister című dala volt a 2019-es Eurovíziós Dalfesztiválon.

## Külső hivatkozások
- A dal előadása a német nemzeti döntőben. YouTube-videó, Eurovision Song Contest, 2018. február 22.
- A dal videoklipje. YouTube-videó, Eurovision Song Contest, 2018. március 10.
- A dal előadása a dalfesztivál második elődöntőjének főpróbáján. YouTube-videó, Eurovision Song Contest, 2018. május 10.
- A dal előadása a dalfesztivál döntőjében. YouTube-videó, Eurovision Song Contest, 2018. május 12.